# Viersener Straße 51 (Mönchengladbach)

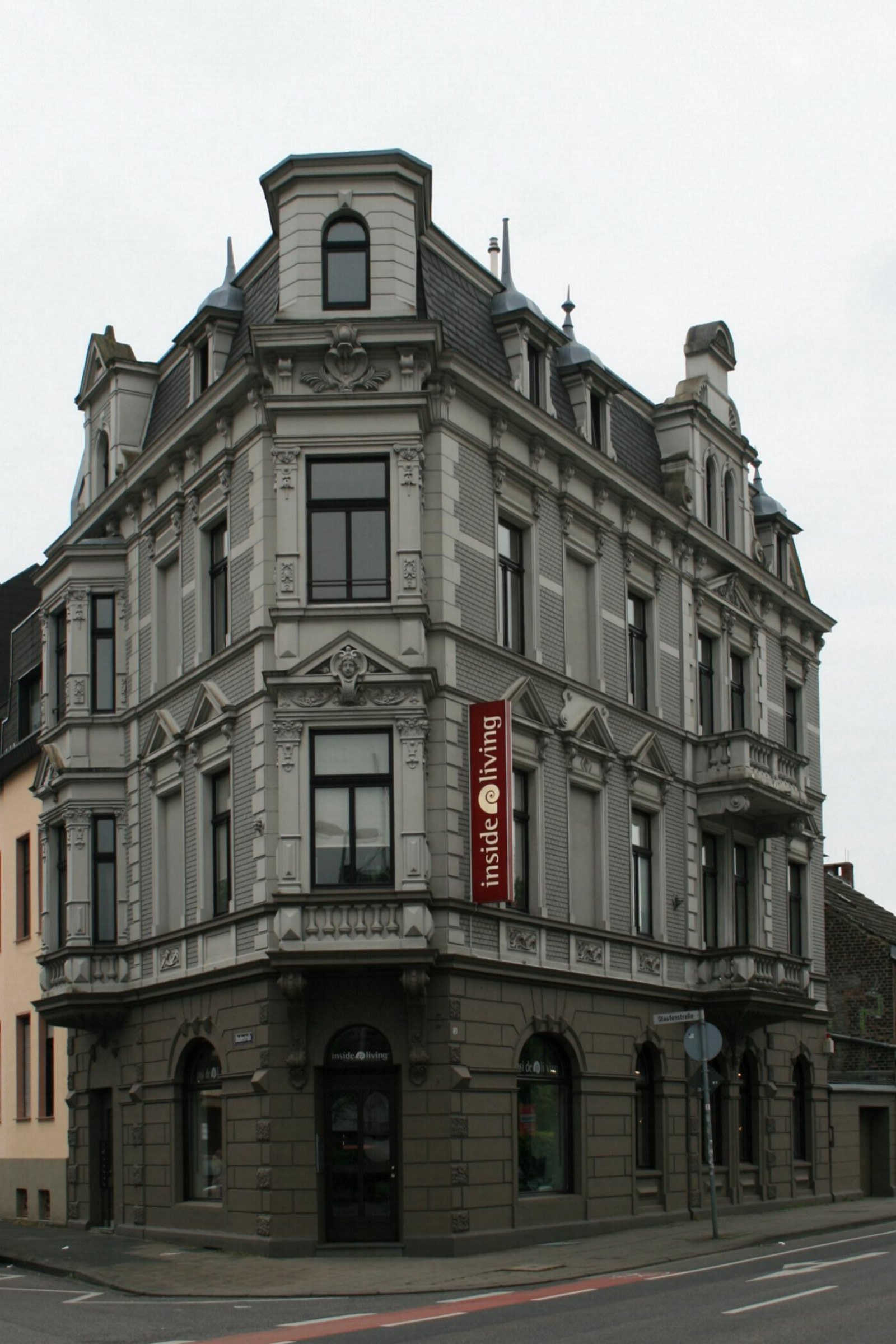
Wohngeschäftshaus (2010)

Das Wohngeschäftshaus Viersener Straße 51 steht in Mönchengladbach (Nordrhein-Westfalen).
Das Gebäude wurde um die Jahrhundertwende erbaut und unter Nr. V 001 am 4. Dezember 1984 in die Denkmalliste der Stadt Mönchengladbach eingetragen.

## Lage
Das Gebäude Viersener Straße 51 liegt in der Oberstadt als Eckgebäude zur Staufenstraße. 

## Architektur
Es handelt sich um ein dreigeschossiges Wohngeschäftshaus mit ausgebautem Mansarddach aus der Zeit um die Jahrhundertwende.